# Pheidippidész

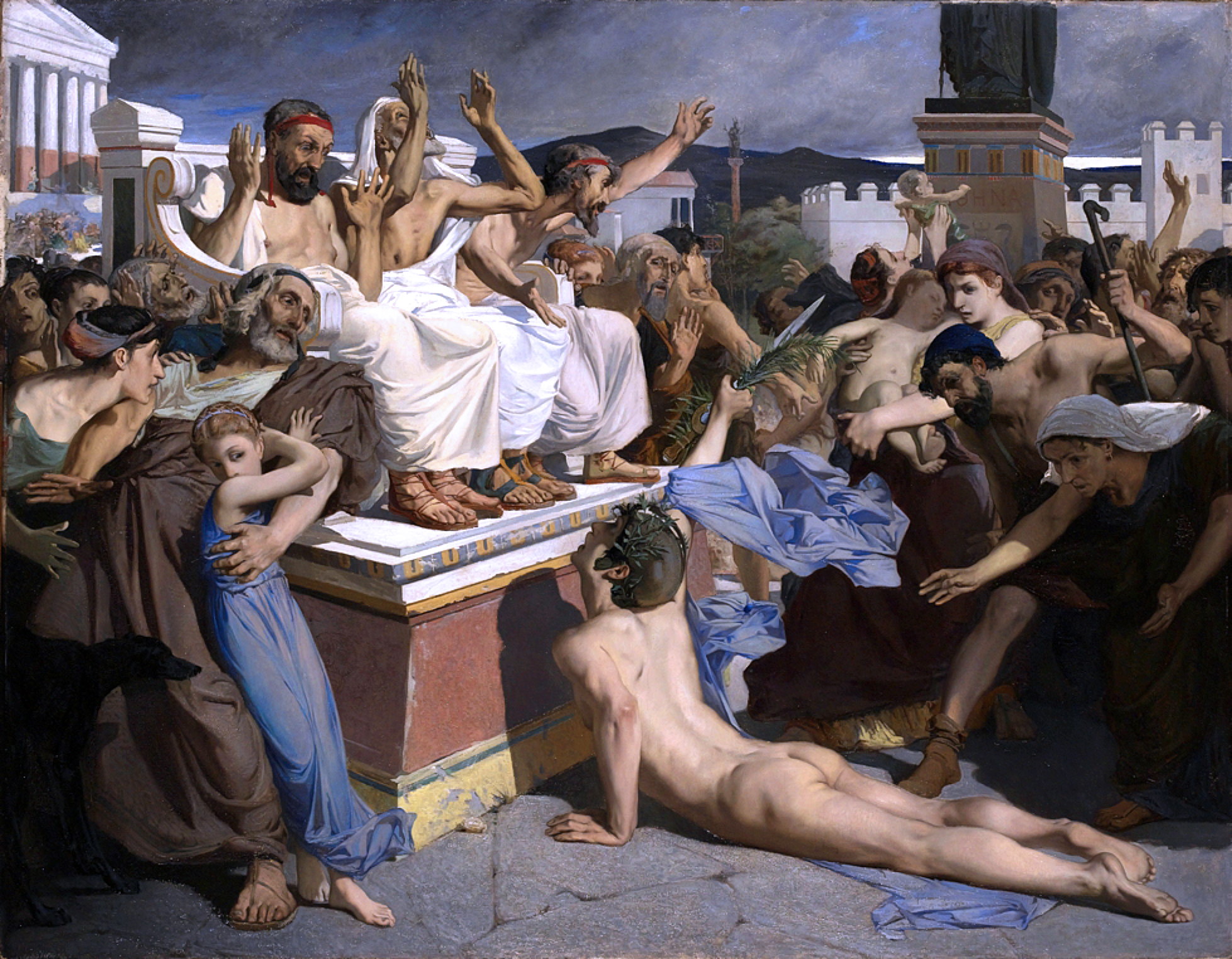
Romantikus festmény a marathóni hírhozóról (Luc-Olivier Merson festménye, 1869.)

Pheidippidész (Φειδιππιδης) a legendabeli maratoni futó; egy vagy két létező vagy kitalált hírvivő neve a marathóni csata idejéből. Neve olykor Phidippidész vagy Philippidész alakban is előfordul.

## Áttekintés
Az i. e. 490-ben, a görög–perzsa háborúk keretében lezajlott marathóni csatához két legendás futás kapcsolódik. Az első a csatát megelőzően Athénből Spártába küldött futár története (történetileg ez a hihetőbb), a második pedig a győzelem hírét Athénba vivő s ott holtan összeeső katona szinte biztosan kitalált története. Ma az első futás emlékét futóverseny, a másodikét pedig egy atlétikai versenyszám őrzi.

## Az Athén–Spárta futás

### A történet
A marathóni csata előtt az athéniak futárt küldtek Spártába, hogy segítséget kérjenek a perzsák ellen. Pheidippidész hivatásos futó volt, és Hérodotosz szerint „az Athénból való indulása utáni napon már meg is érkezett”. Majd így folytatódik az események leírása: „Pheidippidész elmondta hát a rábízott üzenetet, a lakedaimóniak [azaz a spártaiak] pedig úgy döntöttek, hogy megadják ugyan a segítséget, de nem indulhatnak azonnal, mert akkor megszegnék a törvényt. Aznap volt ugyanis a hónap kilencedik napja, márpedig a kilencedik napon – legalábbis így mondták – nem indulhatnak hadba, hiszen még nincs holdtölte. Így hát megvárták a holdtöltét.”
A spártaiak indoka, amely miatt végül késve érkeztek a marathóni csatatérre, Apollón Karneiosz ünnepe, a Karneia volt. Az ünnep tette lehetővé az utókor számára a marathóni csata (s vele Pheidippidész futása) dátumának meghatározását. (A dátum azért is érdekes, mert 2011-ben volt a marathóni csata 2500. évfordulója.)

### A forrás
Ezt a történetet Hérodotosz, a görög–perzsa háború krónikása mintegy fél évszázaddal az események után írta le. Hérodotosz alapos kutatómunkát végzett, sok forrást összegyűjtött, sok emberrel beszélt, és tudatosan igyekezett kiszűrni a mítoszokat. Munkájának színvonala mégis egyenetlen lett. „Azok az összevetések, amelyeket a párhuzamos keleti dokumentumok tesznek lehetővé, mindenesetre azt tanúsítják, hogy Hérodotosz értesülései néha meglepően pontosak, máskor viszont félreértéseket, tévedéseket, kitalálásokat tartalmaznak” – írja Hegyi Dolores, Hérodotosz magyar kommentátora. Hogy tehát a félszáz évvel a marathóni csata után keletkezett leírás hiteles-e, ma már nem tudhatjuk; de mindenesetre hihető, akár igaz is lehet.
Néhány fennmaradt változatban Philippidésznek hívják a futárt. Ez az eltérés azért lehetséges, mert a görög kéziratok nem közvetlenül hagyományozódtak ránk.

### A futás rekonstrukciója
1982-ben John Foden brit repülőtiszt néhány társával elhatározta, hogy rekonstruálja Pheidippidész útját, és kipróbálja, hogy lehetséges-e az, amit Hérodotosz leírt. Olyan útvonalat igyekeztek meghatározni, amely a lehető legrövidebb, ugyanakkor elkerüli az Athénnal nem szövetséges Argosz területét, ahol a futárra veszély leselkedett volna. Feltételezték, hogy Pheidippidész Korinthosz után ezért Nemea felé vette az útját, majd az 1200 méter magas Parthenio-hegyen átkelve Tegea érintésével – majdnem 250 kilométer megtétele után – jutott Spártába. Kérdés volt az is, hogy mennyi időre volt ehhez szüksége. Mivel Hérodotosz csak annyit írt, hogy Pheidippidész másnap érkezett meg, Fodenék 36 órát tűztek ki menetidőnek, és a próbafutáson ötből ketten valóban meg is tették ennyi idő alatt az utat. Ezzel bebizonyították, hogy Pheidippidész története igaz lehet. Jánisz Kúrosz görög ultrafutó 2005-ben oda-vissza is megtette a távot, ahogyan Pheidippidésznek is tennie kellett, hogy a spártaiak válaszát megvihesse az athéniaknak.

### A futás utóélete
Foden a sikeres kísérlet után 1983-ban nemzetközi versenyt hirdetett Pheidippidész emlékére, amelyet azóta is minden évben megrendeznek, szép magyar sikerekkel. Mivel a nyolcvanas évek elején még úgy tudták, hogy a marathóni csata szeptemberben volt, a Spartathlont is szeptemberben rendezik, gyakran igen nagy melegben. (Újabb kutatások azt valószínűsítik, hogy a csata időpontja augusztusra esett.) A versenyzők Athén belvárosától Leónidasz király spártai szobráig futnak, s a 245,3 kilométeres táv megtételére 36 órájuk van.

### Pán legendája
Hérodotosz szerint Pheidippidész azt állította, hogy a hegyen átfuttában találkozott Pán istennel. A különböző fordítások azonban eltérően értelmezik a szöveget; míg a magyar kiadásban egyértelműen úgy látszik, hogy a találkozás egy korábbi út alkalmával történt, más források ehhez a futáshoz kötik az eseményt. Hérodotosz ezzel a találkozással magyarázza az athéni Pán-kultuszt. Valószínű, hogy a mitikus elem sokkal inkább a Pán-kultusz hatására került a történetbe, ugyanis az athéniak úgy tartották, hogy Pán segítette őket a marathóni csatában. (Pán egyik képessége volt, hogy irracionális, páni félelmet keltsen az emberekben, és ezzel segíthette az athéniakat a perzsák ellen.)

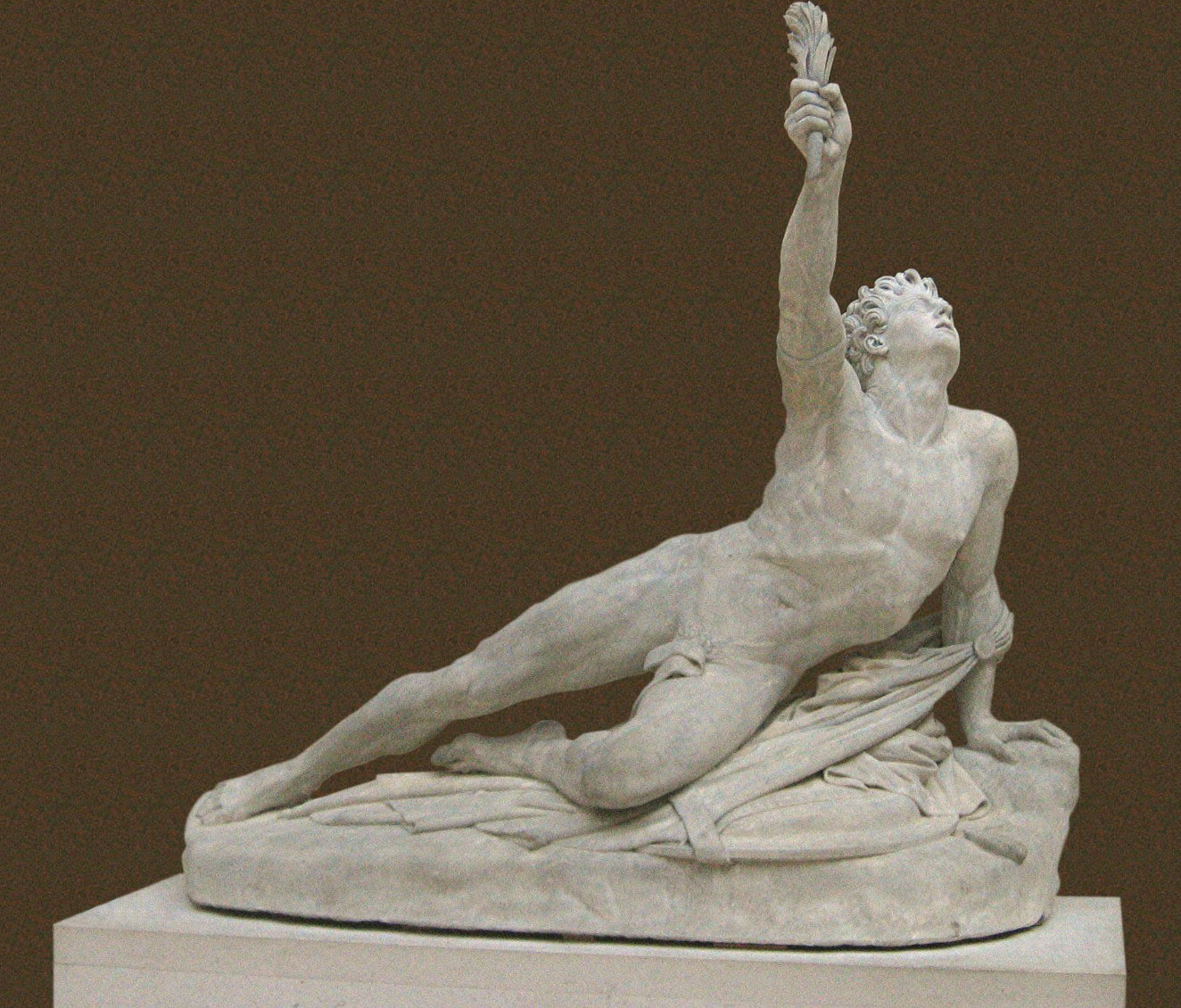
Pheidippidész szobra a Louvre-ban (Jean-Pierre Cortot, 1834.)

## A marathóni futás
Ebben a szócikkben a marathóni futás az eredeti eseményt jelenti, megkülönböztetendő a maratoni futás nevű versenyszámtól.

### A történet
A közismert legenda szerint a marathóni csata után egy katona futva vitte a győzelem hírét Athénba, ahol csak ennyi mondott: „Νενικήκαμεν!” (nenikékamen, azaz győztünk), majd holtan összeesett. Ennek az emlékére rendezik a maratoni futóversenyeket. Bár ez a futás sokkal rövidebb az Athén–Spárta távnál, és majdnem biztosan kitalált történet, mégis sokkal ismertebb az előzőnél.

### A források
Az, hogy az igen alapos Hérodotosz egyáltalán nem tesz említést a csata utáni futásról, önmagában is kérdésessé teszi a történet hitelességét. A marathóni futás első ismert írásos említése Plutarkhosztól származik, aki bő fél évezreddel a marathóni csata után, Athén dicsőségéről című művében írta le a történetet, de ő még egy Therszipposz vagy Euklész nevű hírvivőről beszélt. A Philippidész név a 2. századi Lukianosznál bukkan fel először. Mindezek alapján valószínű, hogy kései legendáról van szó, amely fokozatosan mosódott össze Hérodotosz történetével és kapcsolódott a talán történelmi Pheidippidész figurájához.

### Browning verse
Robert Browning 1879-ben verset írt Pheidippidészről. Pierre de Coubertin és társai – Michal Bréal francia akadémikus javaslatára – a vers hatására vették fel a maratoni futást az első újkori olimpia versenyszámai közé (ahol egyébként Kellner Gyula révén az eddigi egyetlen magyar dobogós helyezés született).

## Lásd még
- Maraton
- Spartathlon